# Сведа рожконосная
Сведа рожконосная, или рожковидная, или рогатая (лат. Suaeda corniculata), — вид травянистых растений рода Сведа (Suaeda) семейства Амарантовые (Amaranthaceae).

## Ботаническое описание
Однолетнее травянистое растение, гладкое, с более или менее ветвистым, нередко от самого основания, прямым или раскинутым стеблем 8—45 см высотой, с косо вверх направленными ветвями. Листья очерёдные, нитевидно-линейные, толстоватые, в поперечном разрезе полукруглые, коротко заострённые, отклоненные от стебля, 1—4 см длиной и ¾—2 мм шириной.
Цветки пучками в числе 2—6 сидят в пазухах почти всех листьев. Прицветники обратно-яйцевидные, на верхушке мелко-зазубренные, 0,5 мм длиной. Околоцветник широкий, полушаровидный (1—2 мм в поперечнике, при плодах до 4 мм), до половины или несколько глубже 5-надрезанный, с мясистыми яйцевидными, на спинке в верхней половине более или менее сильно выпуклыми и несколько неравными долями; верхушки их загнуты внутрь и сходятся здесь, закрывая зев. При плодах доли развивают в нижней своей части небольшие не одинаковой длины выросты до 1 мм длиной, в виде бугорка, рожка или поперечного травянистого гребешка, цельнокрайного или немного выемчатого. Плод и семя обыкновенно сжатые с поверхности, горизонтально лежащие; семя чечевицообразное, чёрно-бурое, блестящее, очень мелко точечное, около 1,5 мм в поперечнике.

## Распространение и экология
Европа (юго-восток), Сибирь, Средняя, Центральная и Восточная Азия. Обитает на солонцах и солончаках.

## Синонимы
- Lerchia corniculata (C.A.Mey.) Kuntze (1891)
- Salsola corniculata (C.A.Mey.) D.Dietr. (1840)
- Schoberia corniculata C.A.Mey. (1829)basionym
- Schoberia corniculata var. prostrata Bunge (1851)
- Suaeda corniculata var. prostrata (Bunge) Krylov (1930)